# リュウキュウイノシシ
リュウキュウイノシシ（琉球猪、学名:Sus scrofa riukiuanus）は、イノシシの南西諸島固有亜種である。

## 分布と名称
南西諸島のうち、以下の島に分布する。
- 奄美群島 - 奄美大島、加計呂麻島、請島、与路島、徳之島
- 沖縄諸島 - 沖縄本島国頭
- 八重山列島 - 石垣島、西表島

このうち奄美群島では、もともと奄美大島と徳之島に分布していたが、海を渡って加計呂麻島、請島、与路島に分布を拡大したと考えられている。また、上記以外に、慶良間諸島や宮古島にも人為的に移入されている。
模式産地は石垣島（川平）。
リュウキュウイノシシは、琉球語（琉球方言）の各方言では以下のように呼ばれる。
- シシ - 奄美方言[9]
- ヤマンシー - 沖縄北部方言（今帰仁方言）[10]
- ヤマシシ - 沖縄方言（首里方言・那覇方言）[11]
- ウムザ - 石垣島方言（八重山方言）[12]
- カマイ - 西表島方言（八重山方言）[12]

## 形態
体型は生息する島によって異なるが、ニホンイノシシと比較すると概して小さく、頭胴長50 - 110cm、体重は20 - 50kg程度である。このような小型化は、ベルクマンの法則や島嶼化現象によるものと考えられている。

## 分類
ニホンイノシシの亜種Sus leucomystax riukiuanusとして、1924年に黒田長礼によって記載された。その後は岸田久吉や今泉吉典が独立種Sus riukiuanusとみなしたこともあるが、近年はイノシシの亜種Sus scrofa riukiuanusとすることが一般的である。
リュウキュウイノシシは、イノシシの亜種とされるが、頭蓋骨の形状の違い等から別種の原始的なイノシシと考える研究者もいる。
西表島及び石垣島の個体群は、沖縄本島及び奄美群島の個体群と、遺伝的に塩基配列が異なる。また、形態上も、上顎骨にある涙骨や口蓋裂の形状が異なるとともに、乳頭の数や位置も相違する。このため、西表島及び石垣島の個体群を独立した亜種とすることが提唱されている。

## 生態
食性は雑食性。シイの実やタケノコ、柑橘類、サツマイモ、サトウキビ等の農作物、昆虫、ミミズ、カタツムリ、ネズミ、ヘビ等の小動物を食物とする。奄美群島や八重山列島では、近年、リュウキュウイノシシによるウミガメの卵の食害が問題になっている。
ニホンイノシシの繁殖期が通常年1回であるのに対して、リュウキュウイノシシの繁殖期は年に2回（10 - 12月、4 - 5月）である。

## 人間との関係

### 食用
鍋物（シシ汁）、焼肉、刺身、チャンプルー等として食用とされる。沖縄県島尻郡八重瀬町にある旧石器時代の港川遺跡（港川人の発見で知られる）からは、食用と考えられる多数のイノシシの骨が出土している。ただし、出土した骨の大きさはニホンイノシシに近く、島嶼化の兆候も見られるものの、現生のリュウキュウイノシシとの関係は明らかになっていない。奄美群島では、縄文時代からリュウキュウイノシシが食用とされてきた。近年個体数が増え、道路や民家周辺にも頻繁に現れるため、
捕獲して、食肉への加工、流通も盛んとなっている。西表島でも古くから食用とされてきたが、近年、観光客や人口の増加に伴ってリュウキュウイノシシ肉の需要が増大して、狩猟圧が高まっており、生息数の減少が懸念されている。

### 交雑
近年、イノシシの家畜種であるブタや、イノシシとブタの雑種であるイノブタとの交雑が進んでおり、遺伝子のかく乱が懸念されている。

### 保全状態評価
- 沖縄県版レッドデータブック - 絶滅危惧II類（VU）[8][26]

過去のIUCNレッドリストでも危急種（VU）として掲載されたが、2019年時点では亜種単独での評価は掲載されていない。
徳之島のリュウキュウイノシシ
徳之島は、もともと山地が少ない上に農業開発が進んでおり、リュウキュウイノシシの生育に適した森林が減少している。また、リュウキュウイノシシは、狩猟や有害駆除の対象にもなっている。そのため、徳之島のリュウキュウイノシシは、環境省レッドリストで絶滅のおそれのある地域個体群（LP）に指定されている。
絶滅のおそれのある地域個体群（環境省レッドリスト）